# Anansi in gevecht met Teerpop
Anansi in gevecht met Teerpop is een van de titels die gegeven wordt aan een volksverhaal uit Suriname.

## Het verhaal
Anansi heeft de tuin van de koning ontdekt. Tussen schemering en duisternis sluipt hij naar binnen en eet elke keer vruchten en propt zijn zakken vol. De koning begrijpt al snel dat er een dief bezig is en zet een zwarte kleverige Teerpop in de tuin als een vogelverschrikker. Anansi groet de Teerpop, maar de Teerpop groet niet terug. Anansi vindt dit onbeschoft en na enkele pogingen slaat hij de Teerpop met zijn vlakke hand in het gezicht. Hij slaat nogmaals met zijn andere hand en zit vast aan de Teerpop, waarna hij gaat schoppen. Dan geeft Anansi nog een kopstoot en gilt de hele nacht. De volgende ochtend vindt de koning Anansi en veroordeelt hem tot duizend zweepslagen.
De slagen raakten vooral zijn benen en toen hij weg mocht, liep hij op acht dunne beentjes.

## Achtergronden
- Anansi heeft eigen opvattingen over eerlijkheid.
- Een anansi-tori mag niet op zondag verteld worden als er kerkdiensten bezig zijn en ook niet op klaarlichte dag, tenzij je een ooghaar uittrekt.
- Anansi was de zon zelf, daarom mag zijn naam niet worden uitgesproken als de zon schijnt.
- De anansi-tori zijn populair in sterfhuizen, op plechtige en vrolijke bijeenkomsten op de achtste dag na een begrafenis en op latere dodenherdenkingsfeesten.
- Een Teerpop is een soort vogelverschrikker, ingesmeerd met tara (teer of pek).

## In andere versies
- Ook Broer Konijn, een folkloristisch figuur die vergelijkbaar is met Anansi, kwam ooit op dezelfde manier in aanvaring met een teerpop.